# Tante Leny Presenteert
Tante Leny Presenteert est une revue de bande dessinée underground néerlandaise publiée de façon irrégulière de 1971 à 1978 dont 25 numéros sont parus : « On ne publiait un numéro que quand on était content. Même si cela peut durer six mois  (sic). » (Willem)
Publiant dès ses débuts Joost Swarte,  Mark Smeets (nl), Aart Clerkx (nl), Ever Meulen et Evert Geradts, qui fut également l’éditeur des vingt premiers numéros, la revue joua avec l'hebdomadaire Aloha un rôle important dans la diffusion de la bande dessinée underground aux Pays-Bas. Plus tard, des auteurs américains tels que Robert Crumb, S. Clay Wilson, Kim Deitch et Skip Williamson apparaissent même dans le périodique. Le titre, qui faisait référence à Leny Zwalve, la partenaire d'Evert Geradts, publia aussi Peter Pontiac dans ses derniers numéros.
Evert Geradts et Leny Zwalve, lauréats du prix Stripschap en 1977, donnèrent à la revue une réputation internationale qui l’ancre fermement dans l’histoire de la bande dessinée.

### Recueils français
- Tante Lenny Présente, tome 1, Falatoff, 1977[5].
- Tante Lenny Présente, tome 2, Artefact, 1979.

### Monographie
- 1983 : Les Héritiers d'Hergé par Bruno Lecigne, chapitre IV. Marc Smeets ou le choc de l'underground, éd. Magic Strip

### Articles
- Benoît Crucifix, « Artefact présente Tante Leny ! L'Underground hollandaise exportée en France », sur Du9, février 2019
- (nl) Lambiek, « Tante Leny presenteert », sur Lambiek.net, 2022 (consulté le 22 avril 2022).

### Catalogue
- (nl) Evert Geradts, Stripindex Tante Leny - De gekleurde omelet - Modern Papier - Talent, Zet.El, 1988, 36 p. Catalogue des bandes dessinées et des dessins publiés dans Tante Leny Presenteert, Modern Papier, Talent et De gekleurde omelet, classés par ordre alphabétique d’auteurs.